# Italie aux Jeux olympiques d'hiver de 1988
Cet article contient des informations sur la participation et les résultats de l'Italie aux Jeux olympiques d'hiver de 1988 qui ont eu lieu à Calgary au Canada.

## Médaillés
| Médaille | Nom                                                           | Sport       | Épreuve                  |
| -------- | ------------------------------------------------------------- | ----------- | ------------------------ |
| Or       | Alberto Tomba                                                 | Ski alpin   | Slalom géant hommes      |
| Or       | Alberto Tomba                                                 | Ski alpin   | Slalom hommes            |
| Argent   | Maurilio De Zolt                                              | Ski de fond | 50 km libre hommes       |
| Bronze   | Johann Passler                                                | Biathlon    | 20 km hommes             |
| Bronze   | Werner Kiem Gottlieb Taschler Johann Passler Andreas Zingerle | Biathlon    | Relais hommes 4 × 7,5 km |

## Résultats

### Ski alpin
| Athlète             | Épreuve      | Course 1        | Course 2      | Total           | Total |
| Athlète             | Épreuve      | Temps           | Temps         | Temps           | Rang  |
| ------------------- | ------------ | --------------- | ------------- | --------------- | ----- |
| Michael Mair        | Descente     |                 |               | N'a pas terminé | –     |
| Igor Cigolla        | Descente     |                 |               | 2 min 05 s 85   | 31    |
| Danilo Sbardellotto | Descente     |                 |               | 2 min 02 s 69   | 10    |
| Alberto Tomba       | Super-G      |                 |               | N'a pas terminé | –     |
| Carlo Gerosa        | Super-G      |                 |               | 1 min 45 s 82   | 26    |
| Heinz Holzer        | Super-G      |                 |               | 1 min 42 s 88   | 11    |
| Ivano Camozzi       | Super-G      |                 |               | 1 min 42 s 66   | 10    |
| Heinz Holzer        | Slalom géant | 1 min 08 s 08   | 1 min 05 s 20 | 2 min 13 s 28   | 27    |
| Carlo Gerosa        | Slalom géant | 1 min 06 s 90   | 1 min 04 s 75 | 2 min 11 s 65   | 17    |
| Ivano Camozzi       | Slalom géant | 1 min 05 s 86   | 1 min 02 s 91 | 2 min 08 s 77   | 4     |
| Alberto Tomba       | Slalom géant | 1 min 03 s 91   | 1 min 02 s 46 | 2 min 06 s 37   | 1     |
| Ivano Camozzi       | Slalom       | N'a pas terminé | –             | N'a pas terminé | –     |
| Carlo Gerosa        | Slalom       | 53 s 06         | Disqualifié   | Disqualifié     | –     |
| Oswald Tötsch       | Slalom       | 52 s 44         | 48 s 11       | 1 min 40 s 55   | 8     |
| Alberto Tomba       | Slalom       | 51 s 62         | 47 s 85       | 1 min 39 s 47   | 1     |

| Athlète             | Descente      | Slalom          | Slalom  | Total           | Total |
| Athlète             | Temps         | Temps 1         | Temps 2 | Points          | Rang  |
| ------------------- | ------------- | --------------- | ------- | --------------- | ----- |
| Oswald Tötsch       | 1 min 57 s 83 | 44 s 32         | 42 s 32 | 134,14          | 18    |
| Igor Cigolla        | 1 min 50 s 86 | N'a pas terminé | –       | N'a pas terminé | –     |
| Danilo Sbardellotto | 1 min 49 s 57 | N'a pas terminé | –       | N'a pas terminé | –     |

| Athlète          | Épreuve      | Course 1      | Course 2         | Total            | Total |
| Athlète          | Épreuve      | Temps         | Temps            | Temps            | Rang  |
| ---------------- | ------------ | ------------- | ---------------- | ---------------- | ----- |
| Michaela Marzola | Descente     |               |                  | 1 min 28 s 69    | 19    |
| Michaela Marzola | Super-G      |               |                  | 1 min 20 s 91    | 7     |
| Nadia Bonfini    | Slalom géant | Disqualifiée  | –                | Disqualifiée     | –     |
| Paoletta Magoni  | Slalom géant | 1 min 01 s 65 | N'a pas terminée | N'a pas terminée | –     |
| Nadia Bonfini    | Slalom       | 51 s 95       | N'a pas terminée | N'a pas terminée | –     |
| Paoletta Magoni  | Slalom       | 50 s 42       | 49 s 34          | 1 min 39 s 76    | 7     |

| Athlète          | Descente      | Slalom  | Slalom  | Total  | Total |
| Athlète          | Temps         | Temps 1 | Temps 2 | Points | Rang  |
| ---------------- | ------------- | ------- | ------- | ------ | ----- |
| Michaela Marzola | 1 min 17 s 95 | 43 s 65 | 44 s 57 | 85,34  | 10    |

### Biathlon
Homme
| Épreuve      | Athlète             | Manqués 1 | Temps         | Rang |
| ------------ | ------------------- | --------- | ------------- | ---- |
| Sprint 10 km | Roberto Marchesi    | 2         | 27 min 36 s 7 | 33   |
| Sprint 10 km | Andreas Zingerle    | 2         | 26 min 33 s 0 | 15   |
| Sprint 10 km | Pieralberto Carrara | 2         | 26 min 32 s 7 | 13   |
| Sprint 10 km | Johann Passler      | 2         | 26 min 07 s 7 | 8    |

| Épreuve | Athlète           | Temps         | Manqués | Temps ajusté2     | Rang |
| ------- | ----------------- | ------------- | ------- | ----------------- | ---- |
| 20 km   | Andreas Zingerle  | Disqualifié   | –       | Disqualifié       | –    |
| 20 km   | Werner Kiem       | 57 min 00 s 3 | 3       | 1 h 04 min 00 s 3 | 43   |
| 20 km   | Gottlieb Taschler | 55 min 53 s 6 | 3       | 58 min 53 s 6     | 11   |
| 20 km   | Johann Passler    | 55 min 10 s 1 | 2       | 57 min 10 s 1     | 3    |

Relais hommes 4 × 7,5 km
| Athlètes                                                      | Course    | Course            | Course |
| Athlètes                                                      | Manqués 1 | Temps             | Rang   |
| ------------------------------------------------------------- | --------- | ----------------- | ------ |
| Werner Kiem Gottlieb Taschler Johann Passler Andreas Zingerle | 0         | 1 h 23 min 51 s 5 | 3      |

1Un tour de pénalité de 150 mètres doit être skiée pour chaque cible manquée. 

2Une minute ajoutée par cible manquée.

### Bobsleigh
| Traîneau | Athlètes                   | Épreuve    | Manche 1 | Manche 1 | Manche 2      | Manche 2 | Manche 3      | Manche 3 | Manche 4      | Manche 4 | Total         | Total |
| Traîneau | Athlètes                   | Épreuve    | Temps    | Rang     | Temps         | Rang     | Temps         | Rang     | Temps         | Rang     | Temps         | Rang  |
| -------- | -------------------------- | ---------- | -------- | -------- | ------------- | -------- | ------------- | -------- | ------------- | -------- | ------------- | ----- |
| ITA-1    | Alex Wolf Georg Beikircher | Bob à deux | 59 s 35  | 28       | 59 s 65       | 9        | 1 min 00 s 32 | 9        | 1 min 00 s 03 | 17       | 3 min 59 s 35 | 17    |
| ITA-2    | Ivo Ferriani Stefano Ticci | Bob à deux | 58 s 25  | 14       | 1 min 00 s 60 | 24       | 1 min 01 s 08 | 19       | 1 min 00 s 21 | 19       | 4 min 00 s 14 | 19    |

| Traîneau | Athlètes                                                              | Épreuve      | Manche 1 | Manche 1 | Manche 2 | Manche 2 | Manche 3 | Manche 3 | Manche 4 | Manche 4 | Total         | Total |
| Traîneau | Athlètes                                                              | Épreuve      | Temps    | Rang     | Temps    | Rang     | Temps    | Rang     | Temps    | Rang     | Temps         | Rang  |
| -------- | --------------------------------------------------------------------- | ------------ | -------- | -------- | -------- | -------- | -------- | -------- | -------- | -------- | ------------- | ----- |
| ITA-1    | Alex Wolf Pasguale Gesuito Georg Beikircher Stefano Ticci             | Bob à quatre | 57 s 20  | 15       | 57 s 72  | 9        | 56 s 53  | 7        | 58 s 01  | 10       | 3 min 49 s 46 | 10    |
| ITA-2    | Roberto D'Amico Thomas Rottensteiner Paolo Scaramuzza Andrea Meneghin | Bob à quatre | 57 s 69  | 20       | 58 s 65  | 21       | 57 s 50  | 20       | 58 s 04  | 11       | 3 min 51 s 88 | 19    |

### Ski de fond
| Épreuve         | Athlète            | Course            | Course |
| Épreuve         | Athlète            | Temps             | Rang   |
| --------------- | ------------------ | ----------------- | ------ |
| 15 km classique | Gianfranco Polvara | 43 min 08 s 3     | 14     |
| 15 km classique | Giorgio Vanzetta   | 42 min 49 s 6     | 10     |
| 15 km classique | Marco Albarello    | 42 min 48 s 6     | 9      |
| 15 km classique | Maurilio De Zolt   | 42 min 31 s 2     | 6      |
| 30 km classique | Silvano Barco      | 1 h 32 min 41 s 8 | 38     |
| 30 km classique | Marco Albarello    | 1 h 26 min 09 s 1 | 8      |
| 30 km classique | Gianfranco Polvara | 1 h 26 min 02 s 7 | 7      |
| 30 km classique | Giorgio Vanzetta   | 1 h 25 min 37 s 2 | 5      |
| 50 km libre     | Fausto Bormetti    | 2 h 10 min 20 s 7 | 18     |
| 50 km libre     | Albert Walder      | 2 h 09 min 19 s 6 | 16     |
| 50 km libre     | Gianfranco Polvara | 2 h 08 min 40 s 3 | 10     |
| 50 km libre     | Maurilio De Zolt   | 2 h 05 min 36 s 4 | 2      |

| Athlètes                                                      | Course            | Course |
| Athlètes                                                      | Temps             | Rang   |
| ------------------------------------------------------------- | ----------------- | ------ |
| Silvano Barco Albert Walder Giorgio Vanzetta Maurilio De Zolt | 1 h 46 min 16 s 7 | 5      |

| Épreuve         | Athlète           | Course            | Course |
| Épreuve         | Athlète           | Temps             | Rang   |
| --------------- | ----------------- | ----------------- | ------ |
| 5 km classique  | Gabriella Carrel  | 17 min 08 s 8     | 42     |
| 5 km classique  | Guidina Dal Sasso | 16 min 26 s 4     | 27     |
| 5 km classique  | Clara Angerer     | 16 min 20 s 4     | 24     |
| 5 km classique  | Manuela Di Centa  | 15 min 57 s 2     | 18     |
| 10 km classique | Manuela Di Centa  | 31 min 50 s 2     | 20     |
| 10 km classique | Stefania Belmondo | 31 min 47 s 2     | 19     |
| 10 km classique | Bice Vanzetta     | 31 min 34 s 5     | 17     |
| 10 km classique | Guidina Dal Sasso | 31 min 16 s 7     | 11     |
| 20 km libre     | Elena Desderi     | 1 h 02 min 54.8   | 36     |
| 20 km libre     | Stefania Belmondo | 1 h 01 min 36 s 9 | 29     |
| 20 km libre     | Guidina Dal Sasso | 59 min 40 s 4     | 19     |
| 20 km libre     | Manuela Di Centa  | 57 min 55 s 2     | 6      |

| Athlètes                                                        | Course            | Course |
| Athlètes                                                        | Temps             | Rang   |
| --------------------------------------------------------------- | ----------------- | ------ |
| Clara Angerer Guidina Dal Sasso Elena Desderi Stefania Belmondo | 1 h 04 min 23 s 6 | 10     |

### Patinage artistique
Homme
| Athlète               | Figures imposées | Programme court | Programme libre | Total points pondérées | Rang |
| --------------------- | ---------------- | --------------- | --------------- | ---------------------- | ---- |
| Alessandro Riccitelli | 20               | 20              | 22              | 42,0                   | 21   |

Femme
| Athlète          | Figures imposées | Programme court | Programme libre | Total points pondérées | Rang |
| ---------------- | ---------------- | --------------- | --------------- | ---------------------- | ---- |
| Beatrice Gelmini | 15               | 17              | 11              | 26,8                   | 11   |

Danse sur glace
| Athlètes                      | Danse imposée | Danse originale | Danse libre | Total points pondérées | Rang |
| ----------------------------- | ------------- | --------------- | ----------- | ---------------------- | ---- |
| Lia Trovati Roberto Pelizzola | 10            | 10              | 10          | 20,0                   | 10   |

### Luge
Homme
| Athlète          | Manche 1 | Manche 1 | Manche 2 | Manche 2 | Manche 3 | Manche 3 | Manche 4 | Manche 4 | Total          | Total |
| Athlète          | Temps    | Rang     | Temps    | Rang     | Temps    | Rang     | Temps    | Rang     | Temps          | Rang  |
| ---------------- | -------- | -------- | -------- | -------- | -------- | -------- | -------- | -------- | -------------- | ----- |
| Kurt Brugger     | 47 s 084 | 17       | 47 s 362 | 20       | 47 s 045 | 12       | 47 s 130 | 12       | 3 min 08 s 621 | 15    |
| Paul Hildgartner | 46 s 844 | 12       | 46 s 854 | 8        | 46 s 764 | 6        | 47 s 234 | 14       | 3 min 07 s 696 | 10    |
| Hansjörg Raffl   | 46 s 590 | 7        | 46 s 971 | 12       | 46 s 893 | 10       | 47 s 071 | 11       | 3 min 07 s 525 | 8     |

Doubles hommes
| Athlètes                         | Manche 1 | Manche 1 | Manche 2 | Manche 2 | Total          | Total |
| Athlètes                         | Temps    | Rang     | Temps    | Rang     | Temps          | Rang  |
| -------------------------------- | -------- | -------- | -------- | -------- | -------------- | ----- |
| Kurt Brugger Wilfried Huber      | 46 s 125 | 7        | 46 s 428 | 7        | 1 min 32 s 553 | 7     |
| Bernhard Kammerer Walter Brunner | 46 s 381 | 11       | 46 s 790 | 10       | 1 min 33 s 171 | 9     |

Femme
| Athlète              | Manche 1 | Manche 1 | Manche 2 | Manche 2 | Manche 3 | Manche 3 | Manche 4 | Manche 4 | Total          | Total |
| Athlète              | Temps    | Rang     | Temps    | Rang     | Temps    | Rang     | Temps    | Rang     | Temps          | Rang  |
| -------------------- | -------- | -------- | -------- | -------- | -------- | -------- | -------- | -------- | -------------- | ----- |
| Maria Luise Rainer   | 47 s 142 | 16       | 46 s 947 | 10       | 47 s 064 | 14       | 46 s 992 | 15       | 3 min 08 s 145 | 15    |
| Gerda Weissensteiner | 46 s 814 | 14       | 47 s 183 | 14       | 46 s 908 | 13       | 46 s 760 | 13       | 3 min 07 s 665 | 14    |
| Veronika Oberhuber   | 46 s 720 | 12       | 46 s 963 | 11       | 47 s 118 | 15       | 46 s 715 | 12       | 3 min 07 s 516 | 13    |

### Saut à ski
| Athlète          | Épreuve         | Saut 1   | Saut 1 | Saut 2   | Saut 2 | Total  | Total |
| Athlète          | Épreuve         | Distance | Points | Distance | Points | Points | Rang  |
| ---------------- | --------------- | -------- | ------ | -------- | ------ | ------ | ----- |
| Sandro Sambugaro | Tremplin normal | 74,0     | 77,0   | 79,0     | 88,5   | 165,5  | 46    |
| Virginio Lunardi | Tremplin normal | 75,5     | 82,4   | 74,5     | 79,8   | 161,6  | 50    |
| Virginio Lunardi | Grand tremplin  | 100,0    | 85,4   | 89,0     | 65,5   | 150,9  | 45    |
| Sandro Sambugaro | Grand tremplin  | 100,0    | 85,4   | 94,5     | 76,2   | 161,6  | 39    |

### Patinage de vitesse
| Épreuve  | Athlète        | Course         | Course |
| Épreuve  | Athlète        | Temps          | Rang   |
| -------- | -------------- | -------------- | ------ |
| 5 000 m  | Bruno Milesi   | 6 min 54 s 93  | 15     |
| 5 000 m  | Roberto Sighel | 6 min 53 s 04  | 11     |
| 10 000 m | Bruno Milesi   | 14 min 23 s 84 | 13     |
| 10 000 m | Roberto Sighel | 14 min 13 s 60 | 7      |

| Épreuve | Athlète     | Course        | Course |
| Épreuve | Athlète     | Temps         | Rang   |
| ------- | ----------- | ------------- | ------ |
| 3 000 m | Elena Belci | 4 min 27 s 21 | 13     |
| 5000 m  | Elena Belci | 7 min 37 s 23 | 12     |